# 左右盲 (曲)
「左右盲」（さゆうもう）は、日本のロックバンドヨルシカの楽曲。2022年7月25日にユニバーサルJより、各種音楽配信サービスにてリリースされた。

## 概要
配信作品としては、10作目となる。左右盲とは左右識別困難の俗称で、恋路の別れをそれに例えている。
今作も「又三郎」「老人と海」「月に吠える」「ブレーメン」に続き、文学作品のオマージュ楽曲となっており、オスカー・ワイルドの『幸福な王子』をモチーフに制作された。ジャケットビジュアルは、加藤隆が手掛けている。
本作は、映画『今夜、世界からこの恋が消えても』（三木孝浩監督）の主題歌として書き下ろされた。

## 収録内容
| #         | タイトル   | 作詞・作曲・編曲 | 時間 |
| --------- | ---------- | ---------------- | ---- |
| 1.        | 「左右盲」 | n-buna           | 4:27 |
| 合計時間: | 合計時間:  | 合計時間:        | 4:27 |